# Abdelhafid Lirki
Abdelhafid Lirki (ur. 20 stycznia 1990) – marokański piłkarz, grający jako ofensywny pomocnik w Rapide Oued Zem.

## Kariera klubowa

### Hassania Agadir
Zaczynał karierę w Hassanii Agadir.
W sezonie 2011/2012 (pierwszym w bazie Transfermarkt) zagrał 9 spotkań. 

### FUS Rabat
1 lipca 2012 roku przeniósł się do FUS Rabat. W tym zespole zadebiutował 16 września 2012 roku w meczu przeciwko Raja Casablanca (porażka 3:0). Zagrał 58 minut, został zmieniony przez Mourada Batnę, poza tym dostał żółtą kartkę. Łącznie zagrał 27 meczów.

### Powrót do Agadiru
4 sierpnia 2014 roku powrócił do Hassanii. W tym zespole ponownie zadebiutował 13 września 2014 roku w meczu przeciwko Chabab Rif Al Hoceima (2:2). Grał 87 minut, został zmieniony przez Karima El Berkaouiego. Łącznie wystąpił w 43 meczach, strzelił 12 bramek oraz zaliczył 4 asysty.

### FAR Rabat
20 sierpnia 2016 roku został zawodnikiem FAR Rabat. W tym zespole zadebiutował 18 września 2016 roku w meczu przeciwko Olympic Safi (zwycięstwo 2:0). W debiucie asystował przy golu Mehdiego Berrahmy w 43. minucie. Łącznie zagrał 7 meczów i miał 3 asysty.

### Ittihad Tanger
31 lipca 2017 roku przeniósł się do Ittihadu Tanger, ale nie zagrał tam żadnego meczu.

### Olympic Safi
15 września 2017 roku został zawodnikiem Olympic Safi. W tym zespole zadebiutował 23 września 2017 roku w meczu przeciwko Renaissance Berkane (porażka 1:0). Lirki na boisku pojawił się w 66. minucie, zszedł Tony Edjomariegwe. Pierwszego gola strzelił 11 marca 2018 roku w meczu przeciwko Olympique Khouribga (2:0). Do siatki trafił w 4. minucie. Pierwszą asystę zaliczył 12 maja 2018 roku w meczu przeciwko Wydadowi Casablanca (1:1). Asystował przy bramce Tony'ego Edjomariegwe w 62. minucie. Łącznie zagrał 23 mecze, miał gola i asystę.

### Drugi powrót
9 sierpnia 2019 roku powrócił ponownie do Agadiru. Zagrał tam 38 meczów, strzelił gola i miał 4 asysty.

### Rapide Oued Zem
8 września 2021 roku został zawodnikiem Rapide Oued Zem. W sezonie 2021/2022 zagrał 12 meczów, a jego zespół spadł do niższej ligi.